# Stannis Baratheon
Stannis Baratheon er en fiktiv person i den amerikanske forfatter George R. R. Martins fantasyserie A Song of Ice and Fire og i HBOs filmatisering Game of Thrones. Han er den anden søn af Steffon Baratheon og Cassandra Estermont, og bror til Robert – herre over De Syv Kongeriger og Renly – herre over Storm's End. Han er Lord af Dragonstone, og efter sin storebrors død bliver han tronpredentant til Jerntronen, og en af nøglepersonerne i den efterfølgende borgerkrig om magten. Stannis' mål bliver ofte forhindret af hans mangel på mandskab og ressourcer, hvilket skyldes han er upopulær blandt de øvrige adelsfamilier. Han må derfor få hjælp af præstinden Melisandre og hans højre hånd, smugleren Davos Seaworth, som han senere udnævner til Hand of the King. Stannis kæmper ofte med at komme ud af skyggen fra sine to åbenlyst mere karismatiske brødre, særligt Robert.
Han bliver nævnt første gang i Kampen om tronen (1996), men optræder først i Kongernes kamp (1998), og han er efterfølgende med i En storm af sværd og En dans med drager. I december 2011 udgav Martin et kapitel fra den endnu ufærdige Vinterens vinde, der blev fortalt fra Theon Greyjoys synspunkt, som bekræfter at Stannis medvirker i den sjette bog i serien.
Stannis bliver spillet af den engelske skuespiller Stephen Dillane i HBO's tv-serie, og hans portrættering er blevet godt modtaget af kritikerne. Stannis er en karakter, der har splittet fans af både bøgerne og tv-serien, og han er populær for sin dedikation for retfærdighed og som undertippet tronpredentant, og modstand for sin vedholdende attitude overfor Jerntronen. Forskellen mellem hans karakterisering i bøgerne og tv-serien har oplevet stort opmærksomhed, særligt i femte sæson af tv-serien.